# Gisela Kallenbach
Pour les articles homonymes, voir Kallenbach.
Gisela Kallenbach, née le 28 mars 1944 à Soldin), est une femme politique allemande. Membre de l'Alliance 90/Les Verts, elle siège au Parlement européen de 2004 à 2009 et au Landtag de Saxe depuis 2009.